# Rebelia styriaca
Rebelia styriaca är en fjärilsart som beskrevs av Hans Rebel 1937. Rebelia styriaca ingår i släktet Rebelia och familjen säckspinnare. Inga underarter finns listade.